# Josef Berolzheimer
Josef Berolzheimer (geboren 5. Oktober 1900 in München; gestorben 28. Mai 1980 in Clinton (Maryland)) war ein deutschamerikanischer Ökonom.

## Leben
Josef Berolzheimer war Sohn des Bankkassierers Franz Berolzheimer, der bereits 1901 starb, und der Sarah Ottenheimer. Noch 1918 wurde er als Gymnasiast zum Kriegsdienst eingezogen und wurde nach Kriegsende Mitglied eines Freikorps. 1920 holte er das Abitur nach, begann eine Banklehre und studierte Volkswirtschaft an der Universität München. Er wurde 1925 promoviert und arbeitete als Wirtschaftsredakteur. 1927 ging er nach Berlin, wurde wissenschaftlicher Hilfsarbeiter und dann Abteilungsleiter im Preußischen Statistischen Landesamt und wirkte bei verschiedenen Steuergesetzen und der Entwicklung eines Finanzausgleichs des Landes mit den Kommunen mit. 1928 heiratete er die Buchhalterin Dorothea Walter, die 1977 in Washington starb. Nach der Machtergreifung der Nationalsozialisten wurde er 1934 wegen seiner jüdischen Herkunft entlassen. Berolzheimer fand 1937 wieder eine Beschäftigung beim Hilfsverein der deutschen Juden. Nach den Novemberpogromen war er 1938 für zehn Wochen im Konzentrationslager Buchenwald inhaftiert. 
Berolzheimer und seiner Frau gelang 1939 die Flucht in die USA. Er arbeitete bis 1941 beim Joint Distribution Committee und machte 1942 einen M.P.A. in Public Administration an der New York University, arbeitete danach bis 1944 als Wissenschaftler an der New School for Social Research, dann als Statistiker im Census Büro. 1945 erhielt er die US-amerikanische Staatsbürgerschaft. Von 1948 bis 1968 war er als Staatsangestellter im European Recovery Program (Marshall Plan) und seinen Nachfolgeprogrammen, bei der Mutual Security Agency, der International Cooperation Administration und schließlich der 1961 geschaffenen Agency for International Development (AID) beschäftigt und entwickelte Berichtssysteme. Er lebte mit seiner zweiten Frau Dorothea E. Hertlein in Camp Springs.

## Schriften (Auswahl)
- Devisen-Zwangswirtschaft und Währungs-Zerrüttung. Diss. München, 1925 (ms.)
- The Impact of U.S. Foreign Aid since the Marshall Plan on Western Europe’s Gross National Product and Government Finances, in: Finanzarchiv, 1953, S. 114–140
- Probleme internationaler Finanzvergleiche, in: Handbuch der Finanzwissenschaft, Band 4, Tübingen 1965, S. 1–88